# Bel·lònides
Els bel·lònides foren una dinastia d'origen got, descendents del comte Bel·ló I de Carcassona (pare de Sunifred I d'Urgell i Sunyer I d'Empúries; i avi de Guifré el Pilós de Barcelona) que governaren els comtats catalans i més tard la corona d'Aragó des del segle ix fins al 1410, quan morí l'últim descendent legítim de la família: Martí l'Humà (que morí sense descendència legítima a causa de la prematura mort del seu fill Martí el Jove). Foren succeïts en la corona d'Aragó per la dinastia dels Trastàmara, després del compromís de Casp.